# あきやまかおる
あきやま かおる（3月5日 - ）は、日本の女性声優、舞台女優、レポーター、グラフィックデザイナー。所属プロダクションはぷろだくしょんバオバブ。埼玉県出身。

## 略歴
元々幼い頃から、美術と演劇が好きだったが、「演劇の大学」がなかったため、美術を学べる大学を選択したという。
受験中に演劇がやりたくなり、大学に進学後、演劇部に所属。
その後、就職を考えていた時に、「美術ではなく演劇で食べていきたい」と考えるようになり、声優の道を選ぶ。
多摩美術大学グラフィックデザイン学科卒。ハコファクトリィの名でグラフィックデザイナーの活動も行う。
以前はウイットプロモーション、元氣プロジェクト、カレイドスコープに所属。

## 人物
音域はG - C#(A - A)。語学は英語（英会話）。高校時代に所属していた英語劇部の影響もあり、英語には強くなったという。
趣味はプロレス観戦で、新日本プロレス主催「WRESTLE LAND」にレポーターとして参加している。熱中するきっかけはアメリカのプロレスを観てからである。その他の趣味はディアボロ。特技は歌、ボイストレーニング（歌唱）。
資格は英検準2級。

## 出演
太字はメインキャラクター。

### テレビアニメ
2007年
- 史上最強の弟子ケンイチ（級友、女子中学生、ワルキューレ）
- 逮捕しちゃうぞ フルスロットル（女性警官）

2008年
- CHAOS;HEAD（友達A）

2013年
- ドラえもん（テレビ朝日版第2期）（2013年 - 2019年、アナウンス、カタログの声、自転車の声）

2014年
- 名探偵コナン（2014年 - 2019年、アナウンス、泉典子、桐﨑礼美、館内係員、バニーガール）
- クレヨンしんちゃん（2014年 - 2024年、生徒、女子生徒、研究生A、店員、エレベーターガール 他）

2016年
- チア男子!!（アナウンサー）
- B-PROJECT〜鼓動*アンビシャス〜（アナウンサーB）

2019年
- 忍たま乱太郎（娘）
- Re:ステージ! ドリームデイズ♪（神崎美津子）

2023年
- NieR:Automata Ver1.1a（2023年 - 2024年、ポッド153） - 2シリーズ

### OVA
- 蒼き雷霆 ガンヴォルト（2017年）[9]

### Webアニメ
- クレヨンしんちゃん外伝 家族連れ狼（2017年、腰元）

### ゲーム
2004年
- 麻雀覇王6（中村美江）

2006年
- そしてこの宇宙にきらめく君の詩（ルミナ）

2008年
- 北斗の拳 〜北斗神拳伝承者の道〜（リン）
- マナケミア2 〜おちた学園と錬金術士たち〜（うりゅ）

2009年
- アニーのアトリエ 〜セラ島の錬金術士〜（ジェリア・クラウト）
- ロロナのアトリエ 〜アーランドの錬金術士〜（ホロホロ）

2010年
- トトリのアトリエ 〜アーランドの錬金術士2〜（ピアニャ）

2013年
- 新・ロロナのアトリエ はじまりの物語〜アーランドの錬金術士〜（ホロホロ）
- ウチの姫さまがいちばんカワイイ（電脳姫 ハル）

2016年
- 学園特救ホトケンサー（美咲）

2017年
- ニーア オートマタ（ポッド153）
- Re:ステージ! プリズムステップ（神崎美津子）

2019年
- ネルケと伝説の錬金術士たち 〜新たな大地のアトリエ〜（うりゅ）
- ルルアのアトリエ 〜アーランドの錬金術士4〜（ピアニャ）

2020年
- ヒーローカンターレ（デイジー）

2024年
- カルドアンシェル（コネクル / ツナガルド / キズナユニオー、シャッ・コウ）

### 吹き替え

#### ドラマ
- キスから始まるものがたり（レイチェル）
- HAWAII FIVE-0（空港アナウンス、ナターシャ）

#### アニメ
- 忍者ハットリくん（生徒、女生徒、OL、研究生A、店員、エレベーターガール）

### ナレーション

#### テレビ番組
- ハガネの女（番宣番組ナレーション）
- マガドルTV
- メディカルスクエアTV（アナウンサーとしても出演）
- モテカブTV（カブラ）

#### CM
- タカラトミー きらもじコレクション
- 日清ペットフード キャラット・『私は』シリーズ
- バンダイ/ウィルコム キッズケータイpapipo!
- HEIWA 時代をまたぐよ!黄門ちゃま〜デパート編〜
- 宮崎シーガイア・冒険ビーチシリーズ

#### その他
- えいごであそぼPLANET
- ドカポンキングダム for Wii
- ナイツ・イン・ザ・ナイトメア

### ラジオ
※はインターネット配信。
- WebMoney Presents天宮琴音のオンラインゲームラジオ（2010年 - 2011年、インターネットラジオ※）
- 廣田詩夢とあきやまかおるのまじょおーさまばくたん!魔界政府広報部（2012年 - 2014年、ぽけら※）

### 舞台
- 赤毛のアン（アン）
- 春は馬車に乗って（2004年）
- 雨とマッシュルーム（2011年11月25日 - 27日）
- 異説 金瓶梅（2012年）
- 下生しさらせ右に左に弥勒で上に (リクウズルーム 2012年7月27-31日 アトリエ春風舎）
- NieR:Automata FAN FESTIVAL 12022 壊レタ五年間ノ声(2022/11/25 - 2022/11/26)[17]
- 九十九想太の生活（2024年2月28日 - 3月3日）[18]
- 晴耕雨読（2024年11月26日 - 12月1日）[19]

### その他コンテンツ
- びっくりぱちんこ巨人の星（美奈）
- WRESTLE LAND（アキ（バックステージレポーター））
- りさのうたうたうたいまぁす（サモエド）ハコファクトリィ名義にて制作も担当
- 芸能歌劇団泥陀羅（カオル嬢(コーラス、ナレーション)として、2012年1月 - 6月まで在籍）
- 泣かないで 魔王ちゃん（2018年、ボイスドラマ）コノハ 役

## ディスコグラフィ
| 発売日         | 商品名                                                    | 歌                         | 楽曲             | 備考                                                |
| -------------- | --------------------------------------------------------- | -------------------------- | ---------------- | --------------------------------------------------- |
| 2007年8月30日  | ZXA TUNES                                                 | あきやまかおる             | 「Go For It!」   | ゲーム『ロックマンゼクス アドベント』イメージソング |
| 2024年10月24日 | カルドアンシェル パッケージ限定版付属サウンドトトラックCD | コネクル（あきやまかおる） | Change the World | ゲーム『カルドアンシェル』関連曲                    |

### シリーズ一覧
1. ↑  第1クール（2023年）、第2クール（2024年）